# Argyrodes chionus
Argyrodes chionus là một loài nhện trong họ Theridiidae.
Loài này thuộc chi Argyrodes. Argyrodes chionus được Michael J. Roberts miêu tả năm 1983.